# コーラス・エンターテイメント
コーラス・エンターテイメント（英語：Corus Entertainment, Inc.）は、カナダのメディア会社である。

## 概要
カナダ国内において、YTV、テレトゥーン、Wネットワークといった独自チャンネルや、カートゥーン ネットワーク、ヒストリーチャンネルなどの世界的に展開しているチャンネルの運営を行っているのに加え、アニメ製作会社のネルバナも傘下企業に持っている。

## 運営チャンネル

### 独自チャンネル
- YTV
- テレトゥーン
  - テレトゥーン・アット・ナイト
- ツリーハウス
- Wネットワーク
- グローバルテレビジョンネットワーク

### 委託チャンネル
- カートゥーン ネットワーク
  - アダルトスイム
- ヒストリーチャンネル
- ディズニー・チャンネル
- ナショナルジ オグラフィック
- サンダンスチャンネル
- ニコロデオン